# 里奧阿查

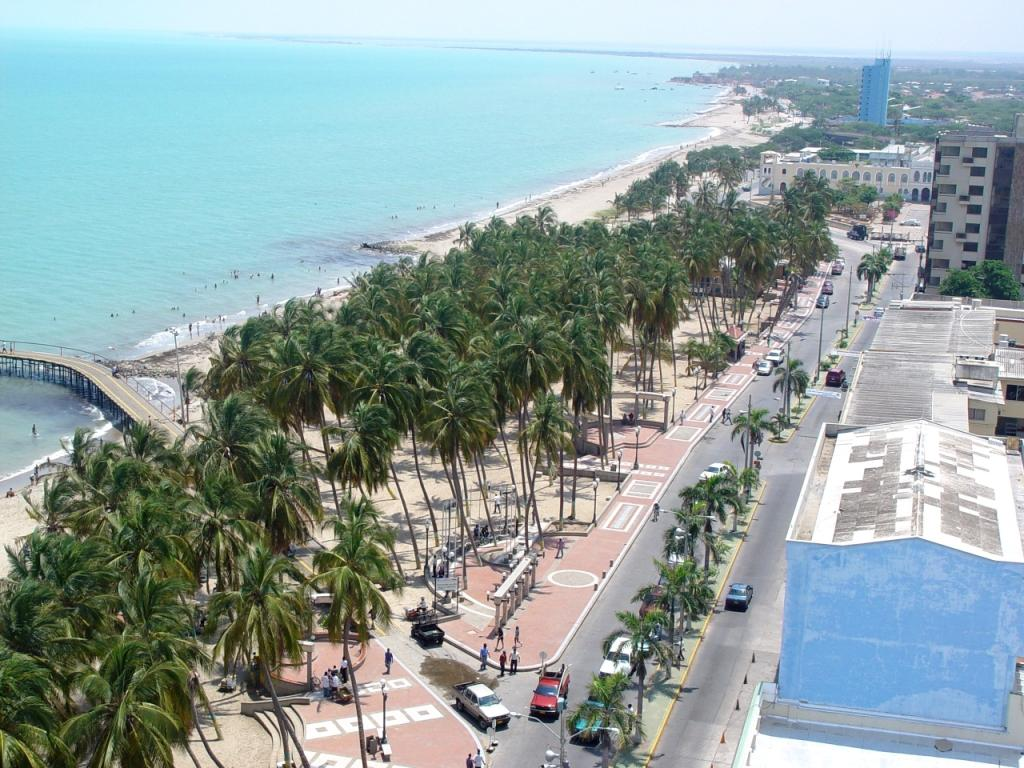

里奧阿查（西班牙語：Riohacha）是哥倫比亞的城市，位於該國北部，由瓜希拉省負責管轄，面積3,120平方公里，海拔高度1米，受半乾旱氣候影響，每年平均降雨量546毫米，2009年人口201,869。

## 外部連結
- （西班牙文） Gobernacion de La Guajira - Riohacha
- （西班牙文） Riohacha official website